# Adólio

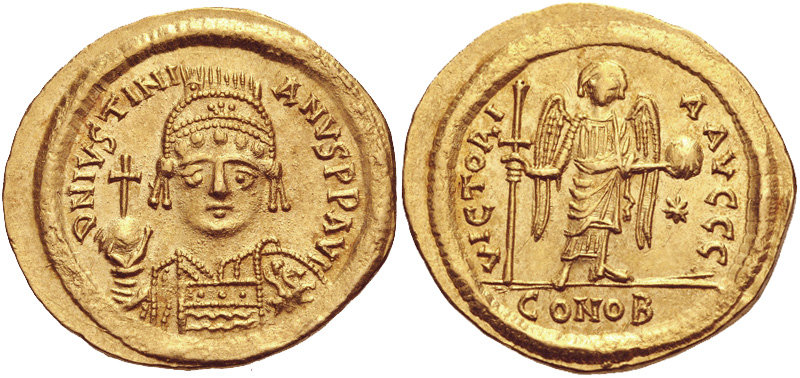
Soldo de Justiniano r.

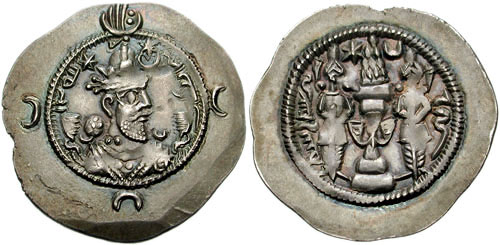
Dracma de Cosroes I r.

Adólio (em grego: 'Αδόλιος; em latim: Adolius; m. 543) foi um silenciário e oficial militar bizantino ativo no reinado de Justiniano (r. 527–565). Foi o filho de Acácio, procônsul da Primeira Armênia. É melhor conhecido por suas atividades no começo da Guerra Lázica. A principal fonte sobre ele é Procópio de Cesareia.

## Biografia
Procópio considera Acácio e seu filho como nativos da Armênia bizantina. Ele menciona que Adólio manteve o posto de silenciário, embora não mencione a circunstâncias de sua nomeação. Acácio provou-se altamente impopular com a população de sua província, ganhando uma reputação de crueldade e ganância. Foi assassinado em 538/539, segundo uma passagem de Procópio, pelo oficial armênio Artabanes. Adólio é citado pedindo a Justiniano para agir contra os rebeldes armênios responsáveis pelo assassinato. Ele é implícito em sua crítica a Sitas, o general encarregado de enfrentar a revolta, e as tentativas dele de negociar a paz. 
A próxima menção de Adólio ocorreu em 542. Na época, estava servindo como comandante militar na Guerra Lázica, liderando seu próprio grupo de armênios. Seu comandante era Belisário, mestre dos soldados do Oriente (magister militum per Orientem). Em "uma demonstração de poder militar", Adólio e Diógenes foram ordenados a atravessar o Eufrates na chefia de 1 000 cavaleiros. Assim que chegaram à margem oposta, esta força começou a patrulhar a área. Eles foram aparentemente instruídos a agir como se já prontos para prevenir que as forças de Cosroes I (r. 531–579) recuassem. Quando Cosroes I liderou o exército sassânida através do Eufrates, Belisário instruiu Adólio e Diógenes para deixá-los passar, pois eram numericamente inferiores.
Em 543, Adólio foi citado servindo sobre Pedro. Pedro e suas forças juntaram-se a Martinho, o novo mestre dos soldados do Oriente, na fortaleza de Citarizo, que situava-se nas cercanias de Teodosiópolis. As forças bizantinas estavam reunidas lá para se prepararem para a próxima iniciativa: uma invasão da Armênia. Finalmente, Pedro invadiu o Império Sassânida sem notificar seus colegas; Adólio presumivelmente o seguiu. Enquanto isso, Domencíolo, Justo, Perânio, João e João, o Glutão lideraram suas forças combinadas para Fiso, próximo de Martirópolis, e de lá à fronteira persa. A campanha de Pedro levou à derrota dos bizantinos em Anglo. Adólio foi morto na retirada subsequente através de territórios hostis quando, ao passar próximo duma localidade fortificada, foi atingido por uma pedra lançada por um dos habitantes. 